# Gränsfors blomkruksfabrik
Gränsfors blomkruksfabrik är en keramisk fabrik i Gränsfors, Hälsingland, grundad 1883.
Fabriken startades ursprungligen som kakelugnsfabrik av kakelugnsmakaren Jonas Norlinder, men även bruksföremål i lergods tillverkades. 1908 övertogs fabriken av Carl-Johan Bergström (1857-1932) som under namnet C. J. Bergström Lerkärlsfabrik och senare Carl Bergström & söner utvecklade sortimentet av bruksvaror och blomkrukor. Sonen Kalle Bergström (1880-1964) som från början var aktiv i driften av företaget utvecklade en småindustriell produktion av blomkrukor och lät 1931 installera den första blomkrukspressen. I samband med att Kalle Bergströms söner Hjalmar och Tage tog över verksamheten 1955 ändrades firmanamnet till Gränsfors Blomkruksfabrik Bröderna Bergström vid sidan av blomkrukorna utvecklades även en produktion av bruksföremål i lergods.